# Terapia dirigida
A terapia dirigida ou terapia molecular dirigida é uma das principais modalidades do tratamento médico do cancro (farmacoterapia), sendo as outras a terapia hormonal e a quimioterapia citotóxica. Enquanto forma de medicina molecular, a terapia dirigida bloqueia o crescimento das células de cancro ao interferir com moléculas-alvo específicas essenciais para a carcinogénese e crescimento do tumor.